# 高橋ヨシキ
高橋 ヨシキ（たかはし ヨシキ、1969年7月4日 - ）は、東京都新宿区出身のアート・ディレクター、映画ライター、デザイナー、映画監督、悪魔主義者（サタン教会）。

## 来歴
暁星高校時代、ホラー映画雑誌『VZONE』（Vゾーン）のアルバイトとしてキャリアをスタート。早稲田大学第一文学部で西洋哲学を専攻。中退・復学、除籍後、CMプランナー、広告会社勤務を経て1995年にフリーランスのライター／デザイナーとして活動。
デザイナーとして『マーダー・ライド・ショー』、『石井輝男BOX』、『ヤコペッティBOX』などのDVDジャケットや、日本のインディーズレコードレーベルである殺害塩化ビニールに所属するQP-CRAZYのCDのジャケットなどを手がける。また洋泉社（2020年から双葉社）発行の映画雑誌、『映画秘宝』においてはアートディレクターならびに読書投稿コーナーを担当している。また、2007年からは『映画秘宝』内の＜雑誌内雑誌＞『DEVIL PRESS』を編集・執筆。
2010年9月、アメリカのテキサス州で行われたファンタスティック・フェストにおいて、園子温監督と共同脚本を手がけた映画『冷たい熱帯魚』が「ファンタスティック部門」で脚本賞を受賞した。
2021年2月、長年に渡りレギュラー寄稿者をつとめていた『映画秘宝』からの引退を表明。同年6月に柳下毅一郎、てらさわホークらと Youtube チャンネル『BLACKHOLE』を開設し、自身も8月に Youtube チャンネル『高橋ヨシキのクレイジー・カルチャーTV』を立ち上げた。
2022年に『激怒』で劇場用長編映画作品を初監督。

## 人物・エピソード
- いわゆる「女囚モノ」「ナチス拷問モノ」と呼ばれる映画の愛好家である。自身のホームページ"INFERNO PRISON"内で「バカヨシキ所長」と名乗っている。

- 「東雲会」というイベントを新宿ロフトプラスワンにて不定期で開催している。乾杯の際には映画『悪魔のしたたり』の女性のでん部へダーツを投げるシーンが必ず流される。
- 1997年の映画『オーガズモ』の日本版ポスターを担当したことを機に映画のポスターデザインを手掛けるようになる[2]。

- 2001年にアニメ『サウス・パーク』の第1シーズンから第4シーズン途中までを紹介した著書『公式版 サウスパーク・コンプリート・ガイド』を出版している。権利に厳しいコメディ・セントラルがこの本の出版を許可したのは、『サウス・パーク』の作者であるトレイ・パーカーが直接オーケーを出したため。この背景には高橋の知人であり当時サウスパークの日本語版翻訳として関っていた桑原あつしや、トレイ・パーカーの自宅に居候しつつ『サウス・パーク』のスタッフとして関ったJUNICHIによる水面下での協力があり、トレイから直接許可を取る事が出来た。

- 2003年の映画『キル・ビル』の公開前に「ビルを殺れ!!」というタイトルで映画の内容をコラージュで予想した作品を『映画秘宝』誌上で発表。これをアメリカの映画情報サイト"Ain't It Cool News"が取り上げ[6]、『キル・ビル』の監督であるクエンティン・タランティーノの知るところとなる。タランティーノが上映に伴うプロモーションで来日した際の『映画秘宝』インタビューではこのコラージュのA2判ポスターが用意され、監督はこれに嬉々としてサインした[7]。現在タランティーノの自宅にはこのポスターが飾られてある[8]。この非公式ポスターについては『キル・ビル Vol.1 プレミアムボックス』に同梱されているブックレットで確認でき、そのデザインは1970年代の東映任侠映画のような仕上がりのものとなっている。

- 英語・フランス語が堪能で、両言語でのインタビュー時には通訳を必要としない。

- サタニストであることを公言している。

- 2009年の映画『ヤッターマン』のロゴならびにポスターをデザインした[9]。

## 家族
- 父は東京大学や国際基督教大学で教授を務めた生物学者の高橋景一。高橋ヨシキが8ミリ映画を取り始めたさい、編集作業に四苦八苦していたのを見かねた景一がスプライサーをプレゼントしてくれたという[10]。
- 元妻は元モデル／映画ライターのナイトウミノワ[11]。 現妻はイラストレーターの Utomaru。

## ジャケットデザイン

### DVD
- マーダー・ライド・ショー
- 石井輝男BOX
- ヤコペッティBOX
- 尻怪獣アスラ
- ザ・ダム 放流

### CD
- 悪魔の毒々新録ワースト(QP-CRAZY)
- タンク山の動物園(QP-CRAZY)
- 平成暗イ死ス(QP-CRAZY)
- 新宿暴力街-CYBER TERRORIST CITY-(QP-CRAZY)

### 本
- 東京デッドクルージング(深町秋生)

### 日本酒
- タクシードライバー(喜久盛酒造)

## 著書
- 『公式版 サウスパーク コンプリート・ガイド』洋泉社、2001年1月1日。ISBN 4-89691-511-9。
- 『嫌オタク流』太田出版、2006年1月24日。ISBN 4-7783-1001-2。 海猫沢めろん、更科修一郎、中原昌也との共著
- 『ショック! 残酷! 切株映画の世界』DEVILPRESS MURDER TEAM（編集）、洋泉社、2008年2月21日。ISBN 978-4-86248-232-7。
  - 『ショック！残酷！切株映画の世界【保存版】』洋泉社〈映画秘宝COLLECTION〉、2011年10月4日。ISBN 9784862488268。 - 復刊版
- 『ショック! 残酷! 切株映画の逆襲』DEVILPRESS MURDER TEAM（編集）、洋泉社、2009年6月2日。ISBN 978-4-86248-376-8。
  - 『ショック！残酷！切株映画の逆襲【保存版】』洋泉社〈映画秘宝COLLECTION〉、2011年10月4日。ISBN 9784862488282。 - 復刊版
- 『アイアン・スカイ』竹書房〈竹書房映画文庫〉、2012年9月12日。ISBN 4-8124-9094-4。[a]
- 『異界ドキュメント 白昼の魔』竹書房〈竹書房恐怖文庫〉、2013年1月29日。ISBN 978-4-81249-285-7。
- 『暗黒映画入門 悪魔が憐れむ歌』洋泉社、2013年7月30日。ISBN 9784800301703。
  - 『悪魔が憐れむ歌 : 暗黒映画入門』筑摩書房〈ちくま文庫〉、2021年2月13日。ISBN 9784480437075。 - 洋泉社版の文庫化
- 『異界ドキュメント 白昼の囚』竹書房〈竹書房恐怖文庫〉、2013年12月26日。ISBN 9784812498132。
- 『異界ドキュメント 白昼の生贄』竹書房〈竹書房文庫〉、2014年10月29日。ISBN 9784801900332。
- 『暗黒映画評論 続悪魔が憐れむ歌』洋泉社、2015年1月19日。ISBN 9784801900332。
- 『暗黒ディズニー入門』コアマガジン〈コア新書〉、2017年3月3日。ISBN 9784864369718。
- 『新悪魔が憐れむ歌』洋泉社、2017年7月19日。ISBN 9784800312839。
- 『高橋ヨシキのシネマストリップ』NHKラジオ第1「すっぴん!」制作班（編集）、スモール出版、2017年8月25日。ISBN 9784905158462。
- 『高橋ヨシキのサタニック人生相談』スモール出版、2018年6月6日。ISBN 9784905158561。
- 『高橋ヨシキのシネマストリップ 戦慄のディストピア編』NHKラジオ第1「すっぴん!」制作班（編集）、スモール出版、2019年4月10日。ISBN 9784905158646。
- 『スター・ウォーズ 禁断の真実(ダークサイド)』洋泉社、2019年12月12日。ISBN 9784800317643。
- 『ヨシキ×ホークのファッキン・ムービー・トーク!』イースト・プレス、2020年8月19日。ISBN 9784781619040。
- 『ヘンテコ映画レビュー』スモール出版、2021年5月27日。ISBN 9784905158981。

## 監訳・監修
- オジー・イングアンソ『ゾンビ映画年代記 -ZOMBIES ON FILM-』高橋ヨシキ（監訳）、パイインターナショナル、2015年8月13日。ISBN 9784756246486。
- ジェニファー・レイザー『バーニングマン アート・オン・ファイヤー』高橋ヨシキ（監修・序文）、シドニー・エルタール（写真）、スコット・ロンドン（写真）、玄光社、2017年1月31日。ISBN 9784768308035。

## 映画
- 冷たい熱帯魚（2010年、共同脚本、宣伝デザイン）
- 電人ザボーガー（2011年、メインタイトルポスタービジュアルデザイン）
- 大仏廻国 The Great Buddha Arrival（2018年、ポスタービジュアルデザイン[12]）
- 激怒（2022年、企画、脚本、監督）

## TV

### 過去
- シネ通! - レギュラー・コメンテーター
- ニッポン・ダンディ（TOKYO MX、金曜） - 2012年10月 - 2013年9月までは映画コーナーのゲストとして不定期出演、2013年10月 - 2014年3月は金曜ダンディとして不定期出演。
- バラいろダンディ（TOKYO MX、金曜） - 2014年4月より金曜ダンディとしてレギュラー出演。

## ラジオ

### 過去
- すっぴん!（NHKラジオ第1放送、金曜）「高橋ヨシキのシネマストリップ」 - 2015年4月 - 2020年3月[b]

## 配信

### YouTube
- 高橋ヨシキのクレイジー・カルチャーTV - YouTubeチャンネル
- BLACKHOLE - YouTubeチャンネル（柳下毅一郎、てらさわホークと共同）

### ライブストリーミング・ポッドキャスト
- DOMMUNE RADIOPEDIA 「MOVIE CYPHER（ムービーサイファー）」（2022年2月 - 毎月第4週木曜日） - ライブストリーミング・チャンネルDOMMUNEの番組。MCは高橋の他に柳下毅一郎、三留まゆみ。毎月1回・木曜日にスタジオから生配信し、翌週の火曜日Amazon Musicのポッドキャストでアーカイブが配信される[13]。

## 関連人物
- てらさわホーク
- 中原昌也
- 宇多丸
- 大畑晃一
- 町山智浩
- 柳下毅一郎
- QP-CRAZY
- 平山夢明